# Gents MilieuFront

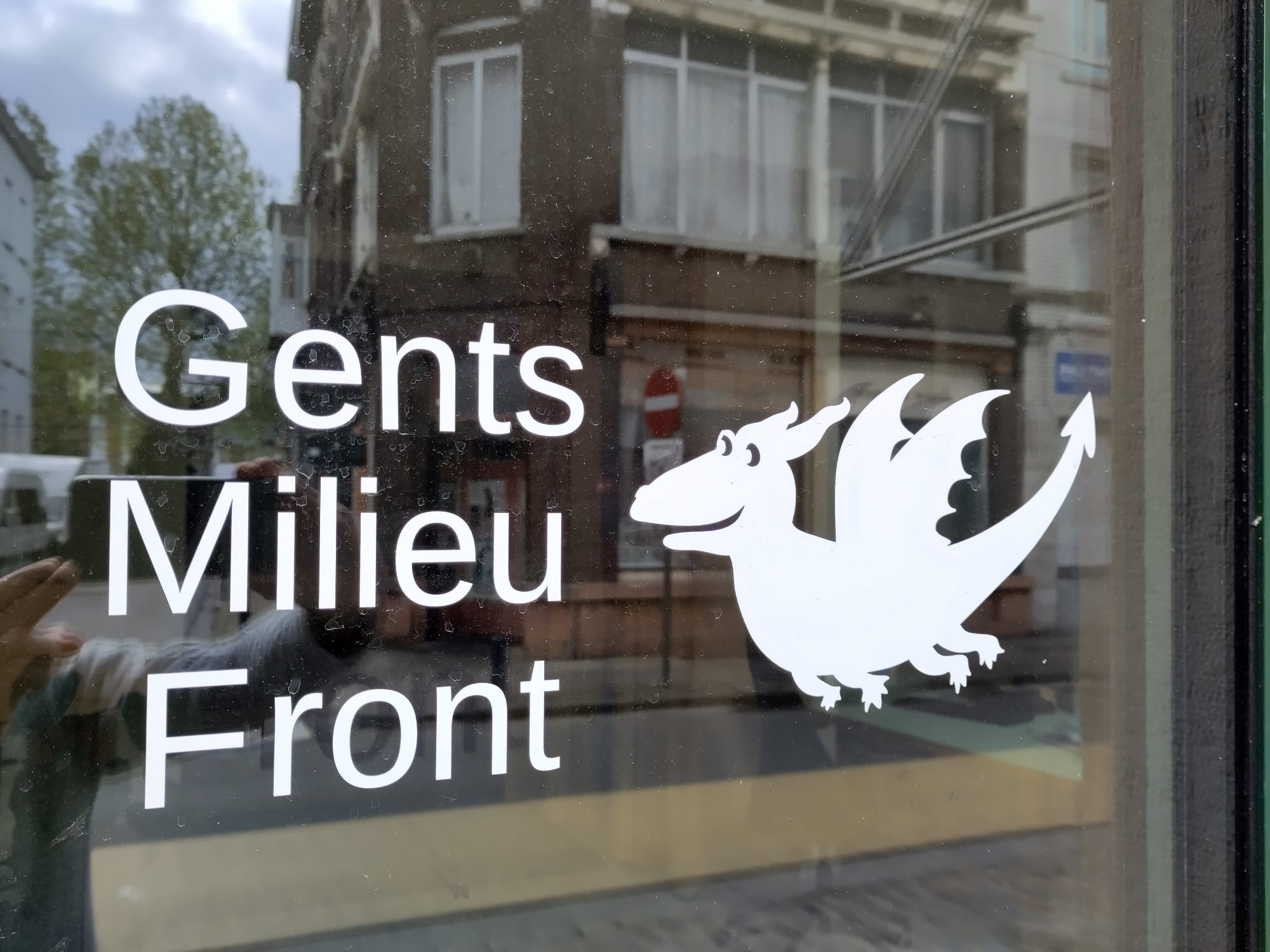
Logo van GMF

Gents MilieuFront (GMF) is een Gentse milieuvereniging, opgericht in 1997. Met de MilieuAdviesWinkel, het servicepunt duurzaam bouwen en renoveren van GMF, is de vzw actief in heel Oost-Vlaanderen. De Geveltuinbrigade, een project van Gents MilieuFront, zorgt voor vergroening in de stad Gent. Anno 2024 telt GMF zo’n 3000 leden.

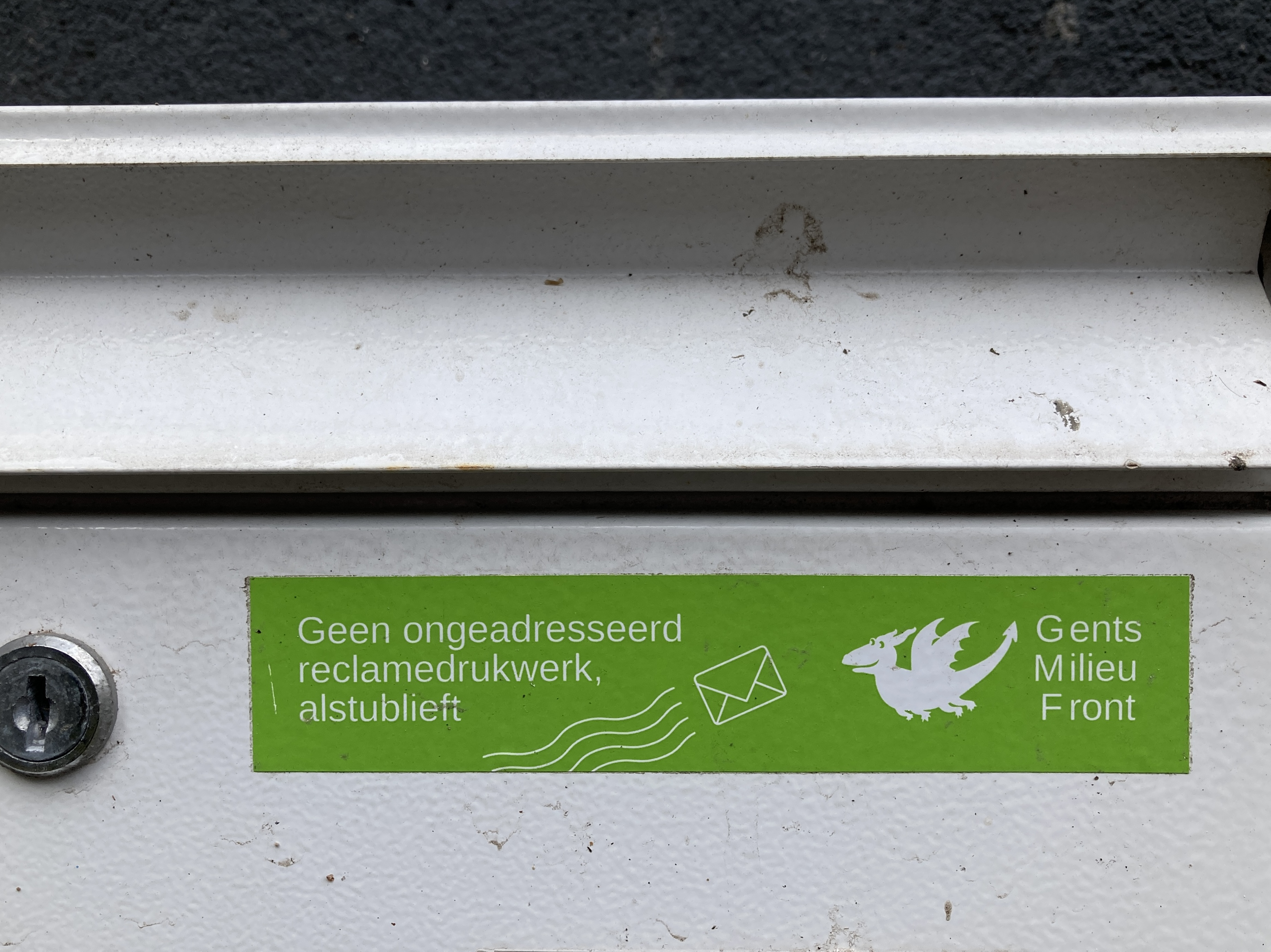
De brievenbusstickers van GMF

Het logo van Gents MilieuFront is een draak, een symbool van Gent. In het straatbeeld is GMF vooral zichtbaar door de brievenbusstickers tegen ongeadresseerd reclamedrukwerk en de ‘Klimaatstraat’-bordjes aan de ramen van Gentenaars als signaal naar politici en voorbijgangers. Soms vind je GMF ook terug op de Gentse Feesten, bijvoorbeeld met een zelfgebouwde Klimaatkerk of een bootcamp klimaatactivisme.

## Thema's

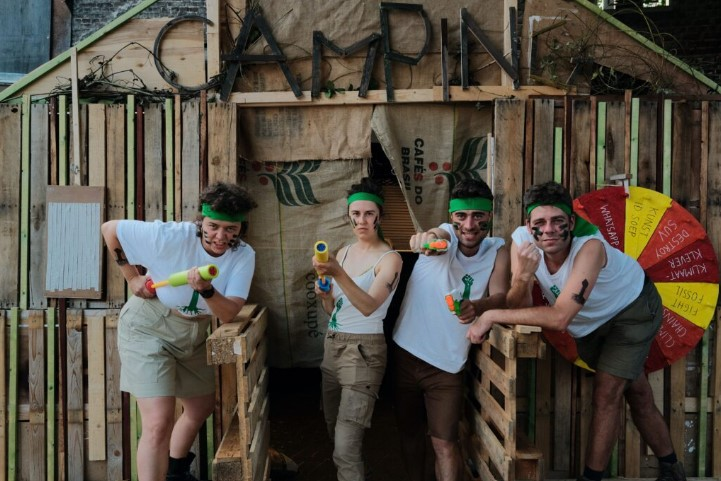
Foto bootcamp Gentse Feesten

De thema’s waar GMF rond werkt zijn:
- Groen & biodiversiteit
- Klimaatverandering
- Mobiliteit
- Water
- Ruimtelijke ordening
- Lucht & geluid
- Afval, circulaire economie & duurzame consumptie
- Haven & industrie

## Werking
GMF wil de wereld verduurzamen en verbeteren, te beginnen in Gent. Om dit te bereiken richt Gents MilieuFront zich in de eerste plaats tot de lokale overheden, de inwoners en het bedrijfsleven uit de regio. De vereniging wordt gedragen door leden en vrijwilligers. Leden ontvangen driemaandelijks het tijdschrift Frontaal. Daarin brengt GMF, in samenwerking met vrijwilligers, milieunieuws uit Gent en omstreken en hun eigen werking.
Gents MilieuFront is een vrijwilligersvereniging en heeft een bestuur. Stefaan Claeys, medeoprichter van GMF, was de eerste voorzitter. Hij bekleedde de functie van 1997 tot 2008. Erik Grietens, ook medeoprichter, volgde hem op in 2009. Daarna nam Sam Van den Plas het voorzitterschap op zich van 2010 tot 2018, opgevolgd door Elina Bennetsen tot 2021. Sindsdien is de voorzitter Pieter Nuytinck.

## Activiteiten

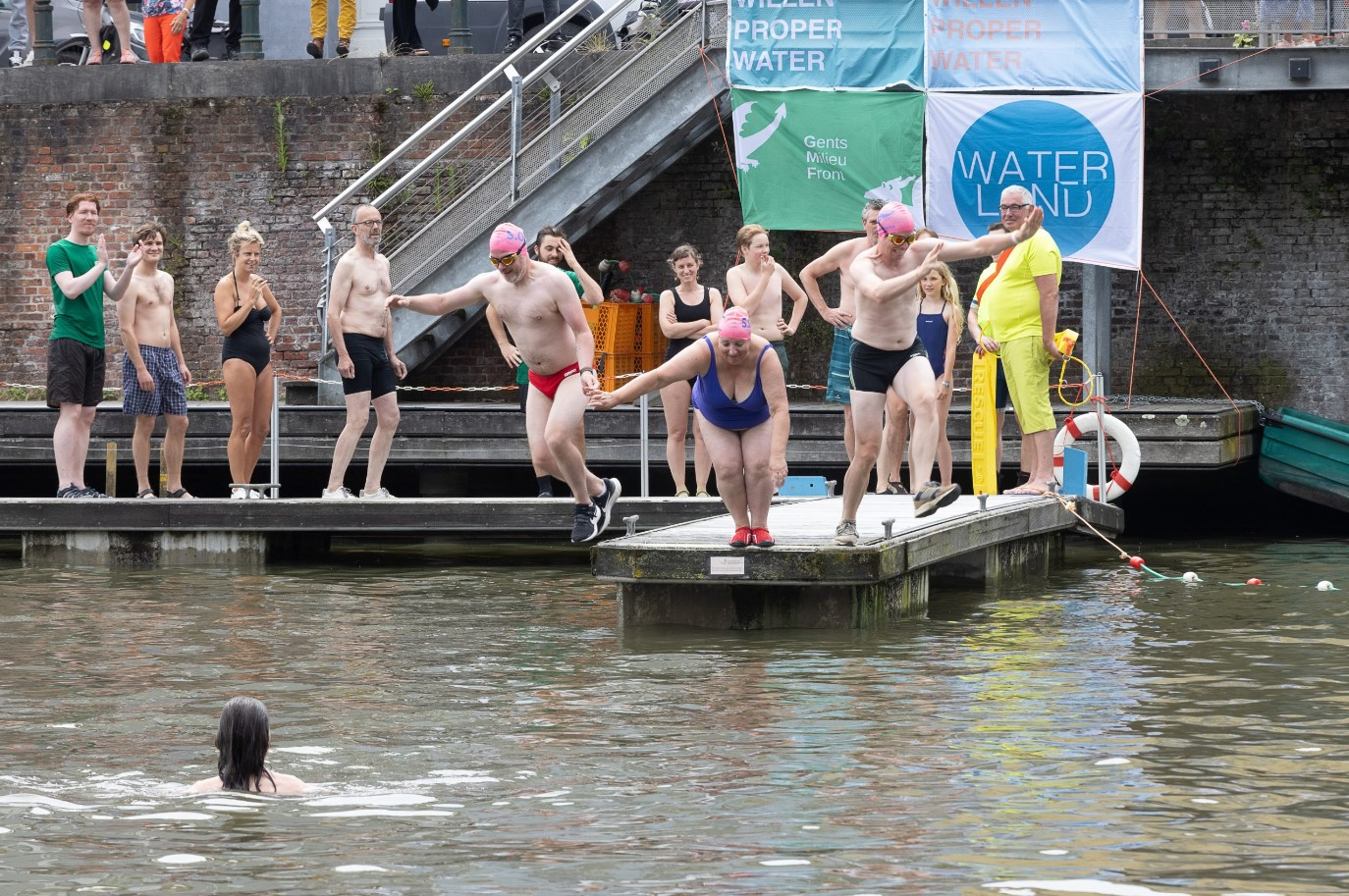
Foto van Big Jump

Sinds 2006 organiseert GMF de Big Jump in Gent. Daarnaast is er ook het jaarlijkse filmfestival De Groene Loper in november en wordt er elk jaar in mei een fietsentelling gehouden in de stad. Er worden ook regelmatig acties georganiseerd rond bepaalde thema’s. Zo gaf GMF alle standbeelden in Gent een mondmasker om de luchtkwaliteit aan te klagen, werden er guerillabosjes aangeplant en werd er actie gevoerd aan de Zesdaagse van Gent om herbruikbare bekers in te voeren.

### MilieuAdviesWinkel

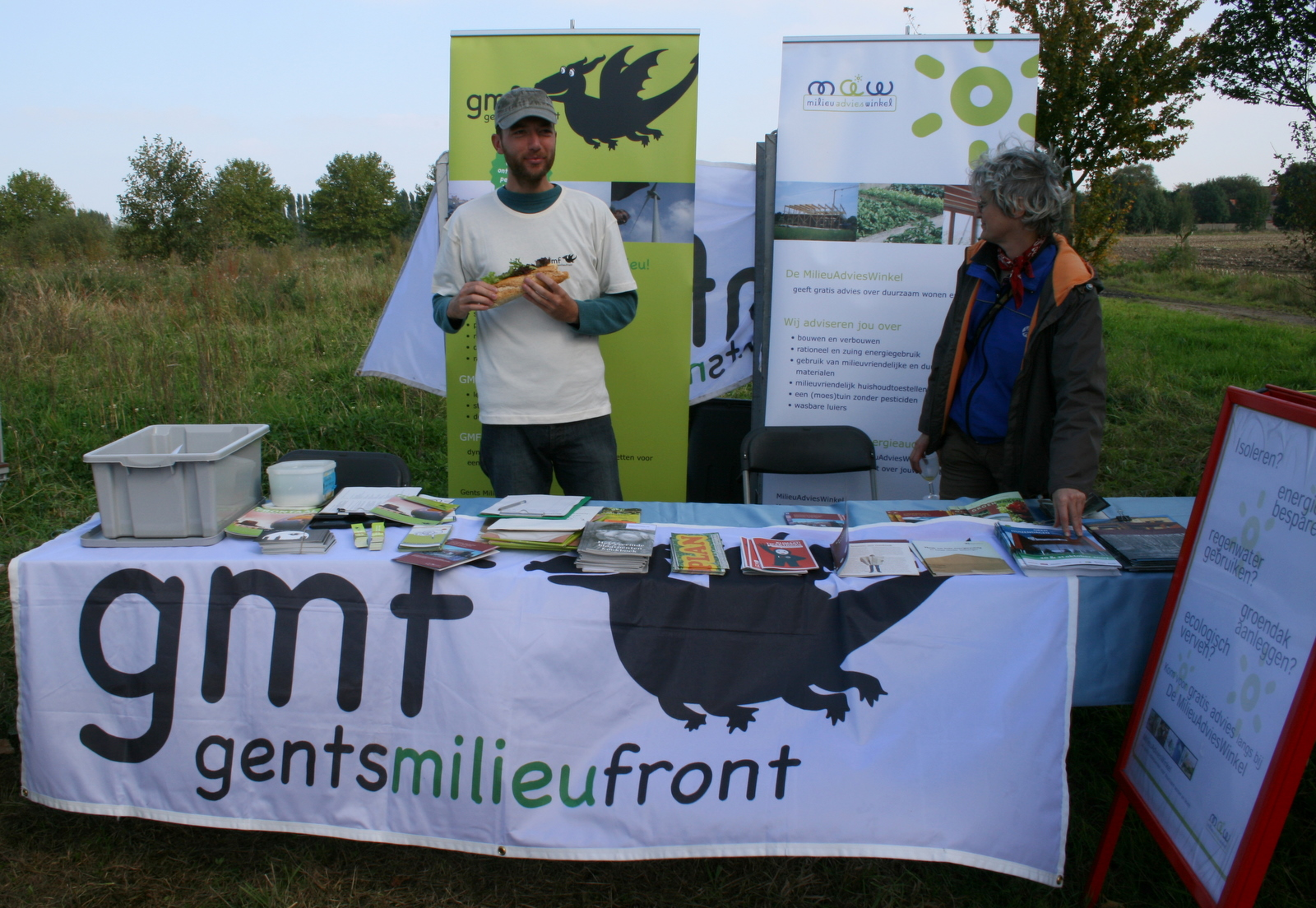
Foto milieuadvieswinkel

De MilieuAdviesWinkel (MAW) is het servicepunt duurzaam bouwen en renoveren van Gents MilieuFront. Het is actief in heel Oost-Vlaanderen en geeft duurzaam (ver)bouwadvies aan particulieren en lokale besturen. MAW is daarmee pionier in Vlaanderen.
In 2001 startte Gents MilieuFront met een groot project om een regionaal informatiecentrum op te starten om energiebesparing en milieuvriendelijke consumptiepatronen aan te moedigen bij huishoudens. Het project noemde op dat moment nog Energie- en Milieuwinkel (EMW). Het doel van EMW was de burger te informeren, adviseren en sensibiliseren met betrekking tot duurzaam bouwen en wonen, rationeel energiegebruik in het huishouden (verwarming, isolatie en ventilatie, zuinige toestellen…), afval, mobiliteit, milieu en vrije tijd, voeding en consumptie, watergebruik… De gratis informatiewinkel wou de principes van duurzame ontwikkeling vertalen naar het niveau van de consument. Het project werd geïnspireerd door Denemarken, waar op dat moment al een twintigtal dergelijke centra over het hele land bestonden. In Vlaanderen was het een pilootproject.
Dankzij verschillende subsidies startte het project op 28 oktober 2002 uiteindelijk onder de naam MilieuAdviesWinkel. In het begin had MAW vooral een online werking: een website waar bezoekers informatie konden vinden over milieubewust (ver)bouwen, wonen en leven. Voor aanvullende informatie konden bezoekers terecht bij de medewerkers: per e-mail, telefonisch of in het kantoor.
In 2003 breidde de MilieuAdviesWinkel uit. In samenwerking met de stad begeleidt MAW vanaf dan Gentenaars bij het maken van verantwoorde keuzes voor hun bouwproject aan de hand van betaalde planadviezen. Eind april 2003 kocht het Gentse stadsbestuur 700 uur advies bij MAW om gratis adviescheques te verspreiden. Zo’n cheque was goed voor drie uur duurzaam bouwadvies waarvoor particulieren een afspraak konden maken bij de MilieuAdviesWinkel. Sinds 2004 strekt het werkingsgebied zich uit over de hele provincie Oost-Vlaanderen.
Dankzij het succes van de MilieuAdviesWinkel kon "Gents MilieuFront" blijven groeien als vereniging. Ondertussen focust MAW volledig op het geven van (ver)bouwadviezen in de hele provincie. Dat gebeurt in samenwerking met Stad Gent en Provincie Oost-Vlaanderen. Het advies wordt uitgevoerd door een team van (ingenieur-)architecten en energiedeskundigen uit het werkveld met een brede expertise. Het bredere idee van het project - namelijk in het algemeen informatie geven over duurzaamheid en milieu - kwam zo terug bij GMF terecht.

### Geveltuinbrigade

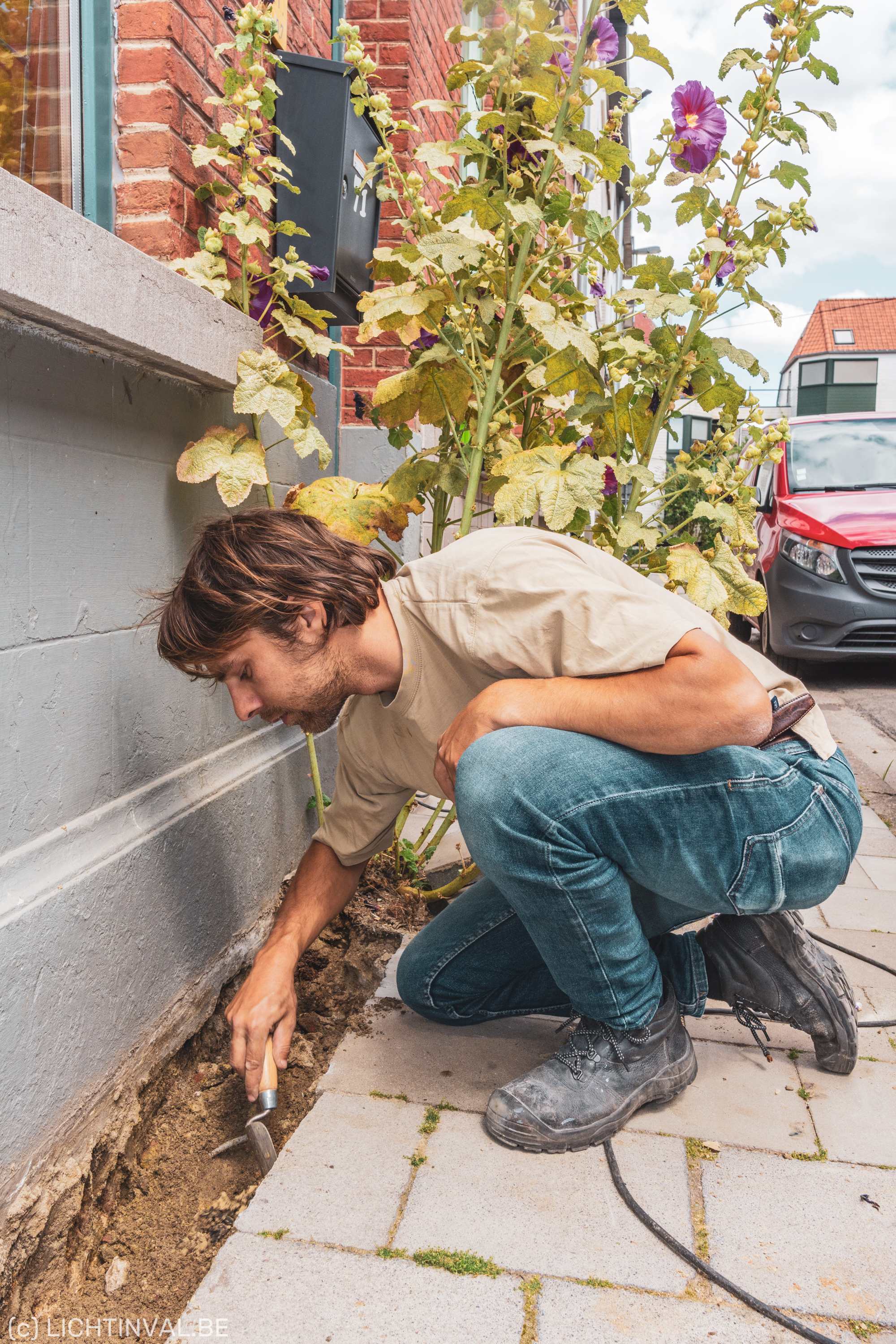
Foto geveltuinbrigade

In 2017 deed Stad Gent een oproep voor projecten die werden gefinancierd met een burgerbudget - daarna werden dat projecten met een wijkbudget. Gents MilieuFront had op dat moment nog geen werking rond geveltuinen, maar diende een projectvoorstel in om een Geveltuinbrigade op te richten: een team van freelance en vrijwillige brigadiers komt met de fiets geveltuinen aanleggen. De burgerbudgetprojecten werden toen gestemd door de Gentenaars en het project van GMF haalde de meeste stemmen binnen. Bij de lancering waren er meteen honderden aanmeldingen. Er werd een budget toegekend voor 500 geveltuinen, maar de Geveltuinbrigade kon er uiteindelijk 700 aanleggen met het bedrag. De financiering van deze projecten stopt na een bepaalde tijd. 
Wegens het grote succes besloot GMF aan het stadsbestuur te vragen of het project kon blijven doorlopen, en zodanig is de Geveltuinbrigade blijven bestaan.  Sinds haar start legde de Geveltuinbrigade al meer dan 3500 geveltuinen aan over de hele stad (cijfers uit 2024).

## Geschiedenis
Gents MilieuFront is in 1997 opgericht als een verderzetting van de Federatie voor Milieubescherming van het Gewest Gent (FMG).

#### Federatie voor Milieubescherming van het Gewest Gent (FMG)[3]
De FMG werd opgericht in 1973 door François Snacken. Het werkingsgebied omvatte de gemeenten die in het gewest “Gentse Kanaalzone” zijn gelegen. De Federatie - de koepelorganisatie van de milieubewegingen in Gent en omstreken - ontstond vanuit de idee dat de problemen omtrent het leefmilieu op gewestelijk vlak zo talrijk en dringend zijn dat de krachten dienen te worden gebundeld. De ervaring leerde hen dat plaatselijke actiecomités vaak onvoldoende sterk blijken om als gesprekspartner van de openbare besturen te fungeren. Daarnaast was er behoefte aan tijdige en nauwkeurige informatie. Het doel van de FMG was om de acties van alle milieubewuste groepen en verenigingen te coördineren en stimuleren.
Thema’s waar FMG vooral rond werkte waren de luchtverontreiniging rond de kanaalzone, de waterkwaliteit van de Gentse binnenwateren, ruimtelijke ordening, bescherming en behoud van natuurgebieden, slibstortingen en afval, organisatie van fietstochten en groen in de stad. Er werd ook succesvol actie gevoerd en gewerkt rond de plannen voor een semimetro in Gent, de Bourgoyen-Ossemeersen, de Groene Vallei en de gewestplannen. Toch lag de werking van FMG de laatste bestaansjaren zo goed als stil. Op 16 september 1997 maakten nieuwe statuten, een nieuw bestuur en een naamsverandering (Gents MilieuFront) een einde aan de Federatie voor Milieubescherming van het Gewest Gent.

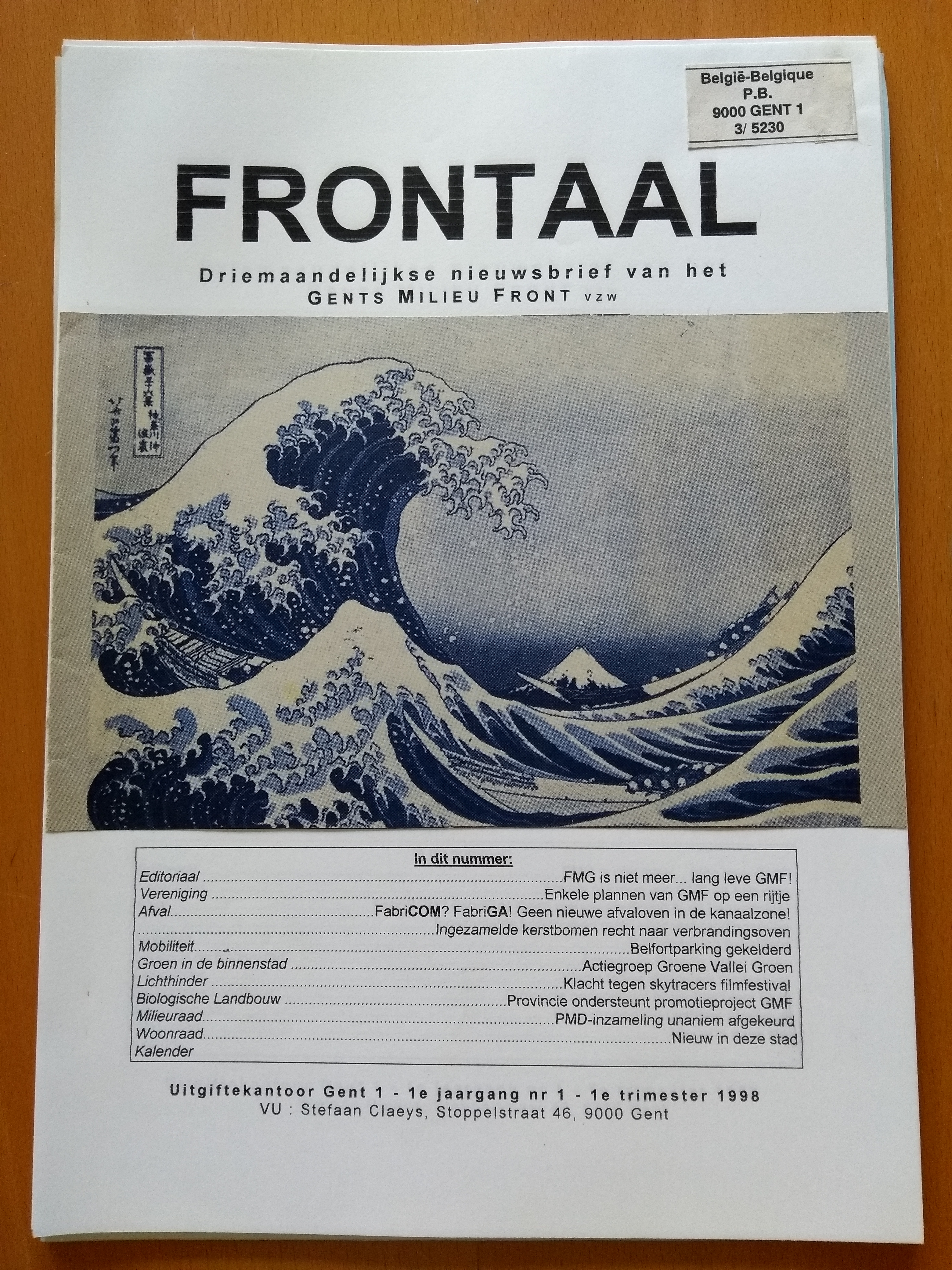
Eerste Frontaal

#### Gents MilieuFront
In 1997 werd Gents MilieuFront opgericht door Stefaan Claeys, Erik Grietens en Karen Simal. Ze wilden geen koepel spelen, maar zelf actie ondernemen en burgers meekrijgen in het milieuverhaal. Daarom werd er een Algemene Vergadering van FMG georganiseerd waar nieuwe statuten en een nieuwe naam werden gestemd. Het was een bewuste keuze om dezelfde letters te behouden. Zo ontstond er een nieuwe ledenvereniging en dankzij deze voortzetting kon Gents MilieuFront verder bouwen op de financiële middelen die nog overbleven van de Federatie.
In het opstartjaar had GMF tientallen leden, in het tweede jaar al meer dan 200. In de verdere zoektocht naar financiering diende GMF een eerste subsidieproject in: biologische groenteabonnementen. Dankzij de komst van de MilieuAdviesWinkel kon Gents MilieuFront nog meer groeien, een kantoorruimte huren, personeel in dienst nemen en de overstap maken van een lokale naar een regionale vereniging.
In tegenstelling tot FMG, dat zich voornamelijk bezighield met grote dossiers, was Gents MilieuFront van in het begin ook meer consumentgericht. Er werd reclame gemaakt voor milieuvriendelijke alternatieven. Zo kwamen ze met een verpakkingsgids, campagne voor wasbare luiers, werd er actie gevoerd rond afval(ophaling), gaven ze ecologisch tuinadvies en boden ze hulp bij het wisselen naar een meer duurzame stroomleverancier. In 1999 werd GMF ook lid van de milieuraad en de gemeentelijke commissie ruimtelijke ordening, waar ze vandaag nog altijd lid van zijn. Gaandeweg kwam er meer ruimte vrij om sterker te focussen op beleidswerk.